# Roringstek
Der Roringstek, auch Anker- oder Fischerstek ist ein Knoten zur Befestigung einer Leine an einem Ankerring.
Der ebenfalls in der Literatur benutzte Namen Fischerknoten ist widersprüchlich, da er ein Stek ist, also ein direkt an oder um einen Gegenstand gebundener Knoten, bei dem das Arbeitsende durch einen Ring, ein Auge oder eine Bucht hindurchgesteckt wird.
Der Name Fischerknoten wird auch für den Spierenstich verwendet, in diesem Fall ein Verbindungsknoten.

## Anwendung
Der Roringstek dient hauptsächlich zum dauerhaften Verbinden einer Leine mit einem Ring. Roring ist in der Seemannsprache der Ankerring, an den die Trosse gesteckt oder der Schäkel der Ankerkette angeschäkelt werden. Daneben lassen sich Verholleine, und Tripp- oder Warpleine auch an runden glatten Gegenständen (Rundhölzern, Stäben) befestigen.

Ringe, die senkrecht an der Hafenmauer hängen, kommen bei jedem Zug mit jeder Welle in die Waagrechte und scheuern so die Leine durch. Der Fischerstek hat den Vorteil, dass er sich am Ring festklemmt und nicht scheuert.
Er ist einer der stärksten Ankersteke, aber an steifen, starken Trossen lässt er sich nicht so leicht anbringen, wie der Rundtörn mit zwei halben Schlägen.

## Knüpfen

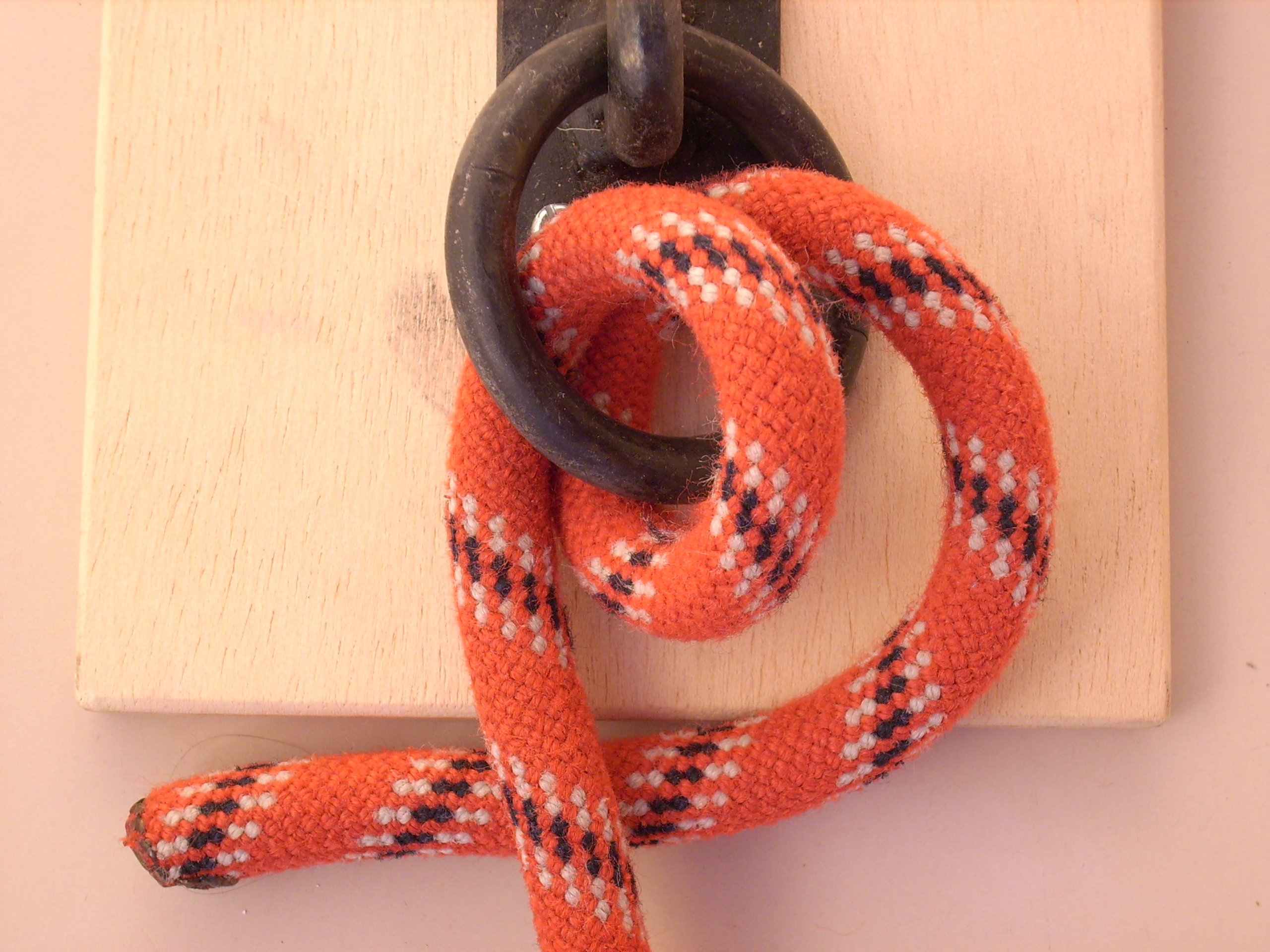
Mit dem Seilende wird von hinten ein anderthalbfacher Rundtörn (hier mit Unterhandtörns) durch den Ring gemacht.
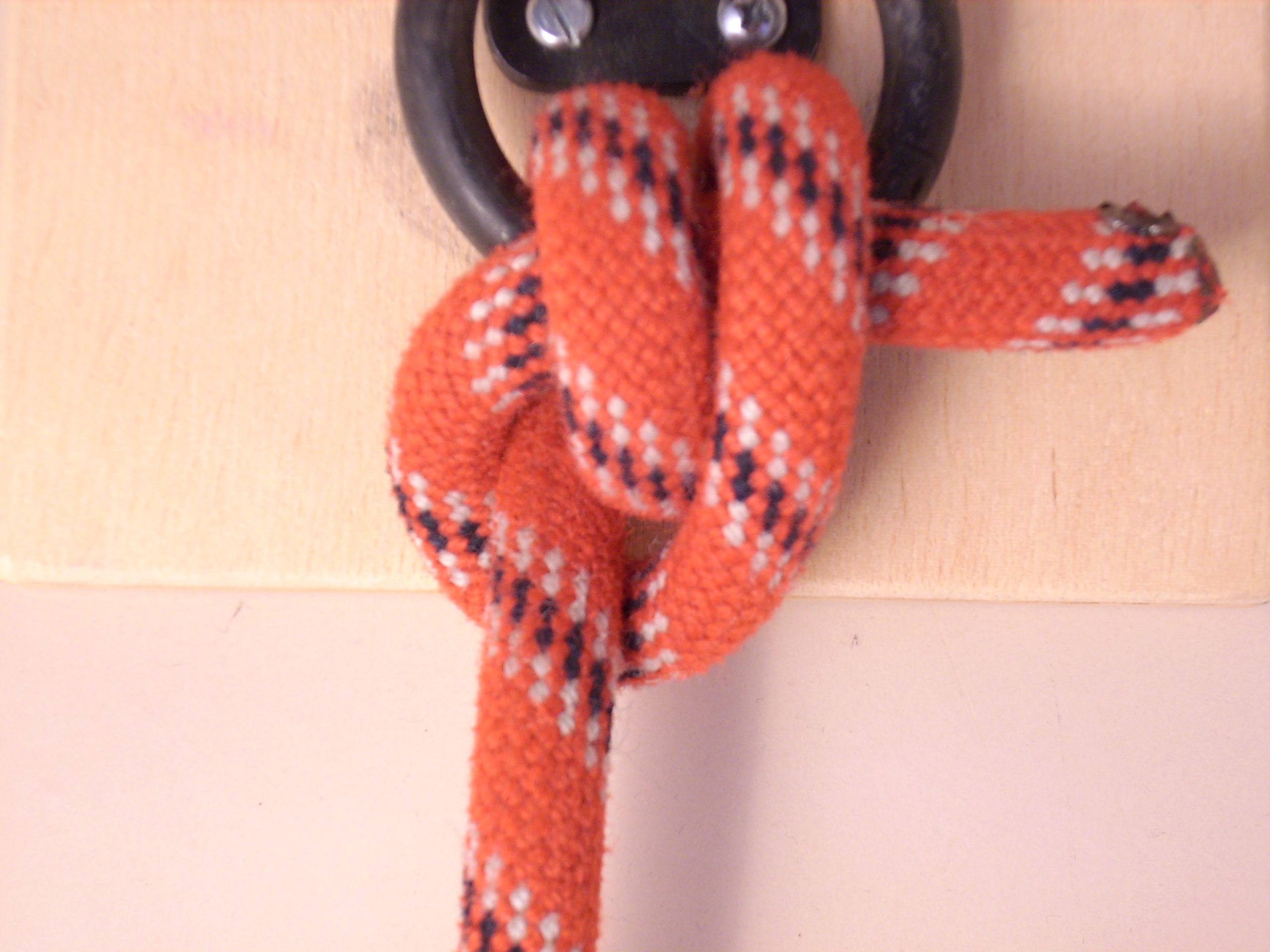
Mit dem freien Ende fährt man dann um das feste Ende herum und steckt das freie Ende von derjenigen Seite her, auf der das feste Ende liegt, durch den Rundtörn und zieht den Knoten gut fest.
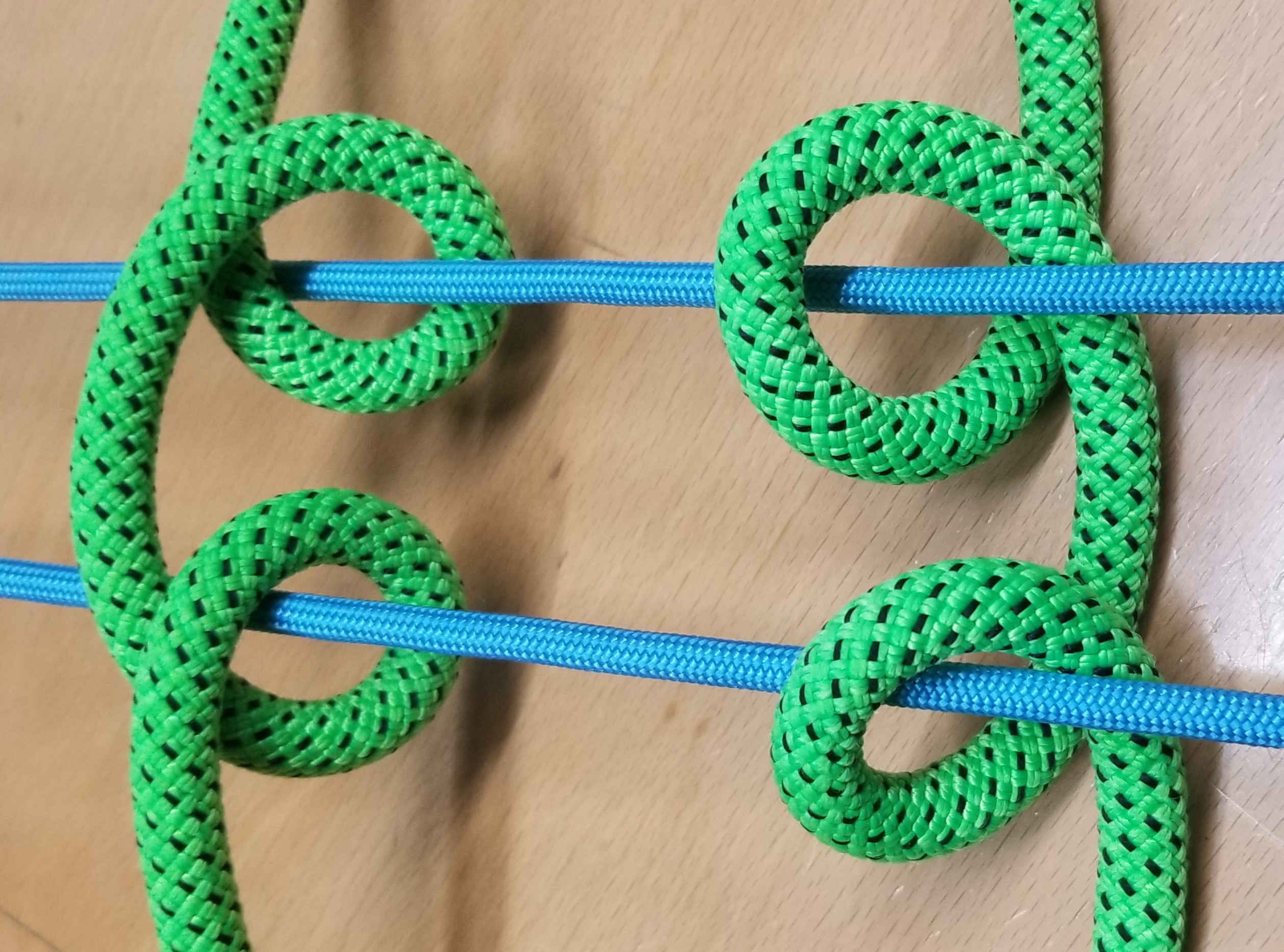
Erklärung: Über- und Unterhandtörns. Links Überhand- und rechts Unterhandtörns.
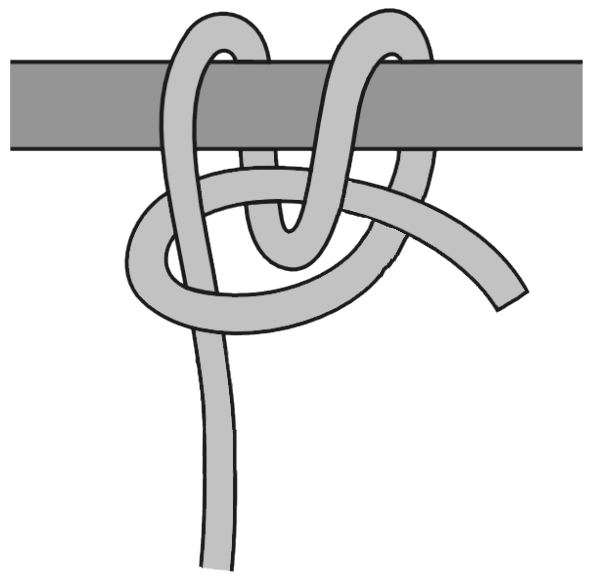
Laut Clifford W. Ashley halten es manche für praktischer, den Stek statt mit Unterhandtörns, mit Überhandtörns zu binden[10]. Dazu macht man mit dem freien Ende von vorne einen anderthalbfachen Rundtörn (hier von vorne über den Stab) und steckt das freie Ende von derjenigen Seite her, auf der das feste Ende liegt, durch den Rundtörn
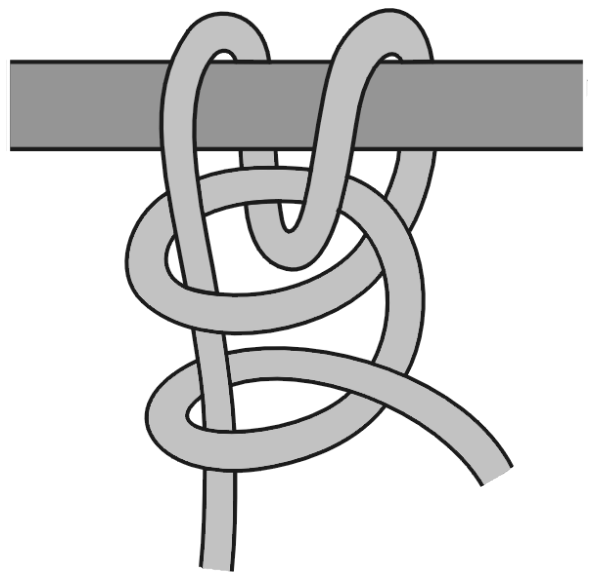
Verstärkter Roringstek[7]. Hier ist der Roringstek (hier ebenfalls mit Überhandtörns) gebunden und mit einem verstärkenden halben Schlag gesichert.
Der doppelte Überhandknoten liegt im Prinzip diesem Knoten zu Grunde. Wird im linken Bild der Stab abgezogen, erkennt man, dass es sich um einen doppelten Überhandknoten handelt.

Das Seilende sollte noch mit einem Zeising gesichert werden. Häufig wird vor dem Zeising noch ein halber Schlag gemacht. Mit dem halben Schlag ähnelt er einem Rundtörn mit zwei halben Schlägen, hält aber bei dünnen, glatten und nassen Seilen an einem Ring oder Haken noch sicherer.
Alternativ wird mit dem Seilende und der festen Part ein Palstek geknüpft, um den Knoten zu sichern.

### Doppelter Roringstek
Soll sich der Knoten nicht mehr lösen, fährt man mit dem Ende zweimal durch den Rundtörn (Ashley #1843).

## Alternativen
- Ein sehr robuster Stek an einem Pfosten ist der Fallknoten[18] (engl. Halyyard hitch[19]). Er sichert die Leine zuverlässig unter unterschiedlichen Belastungen.

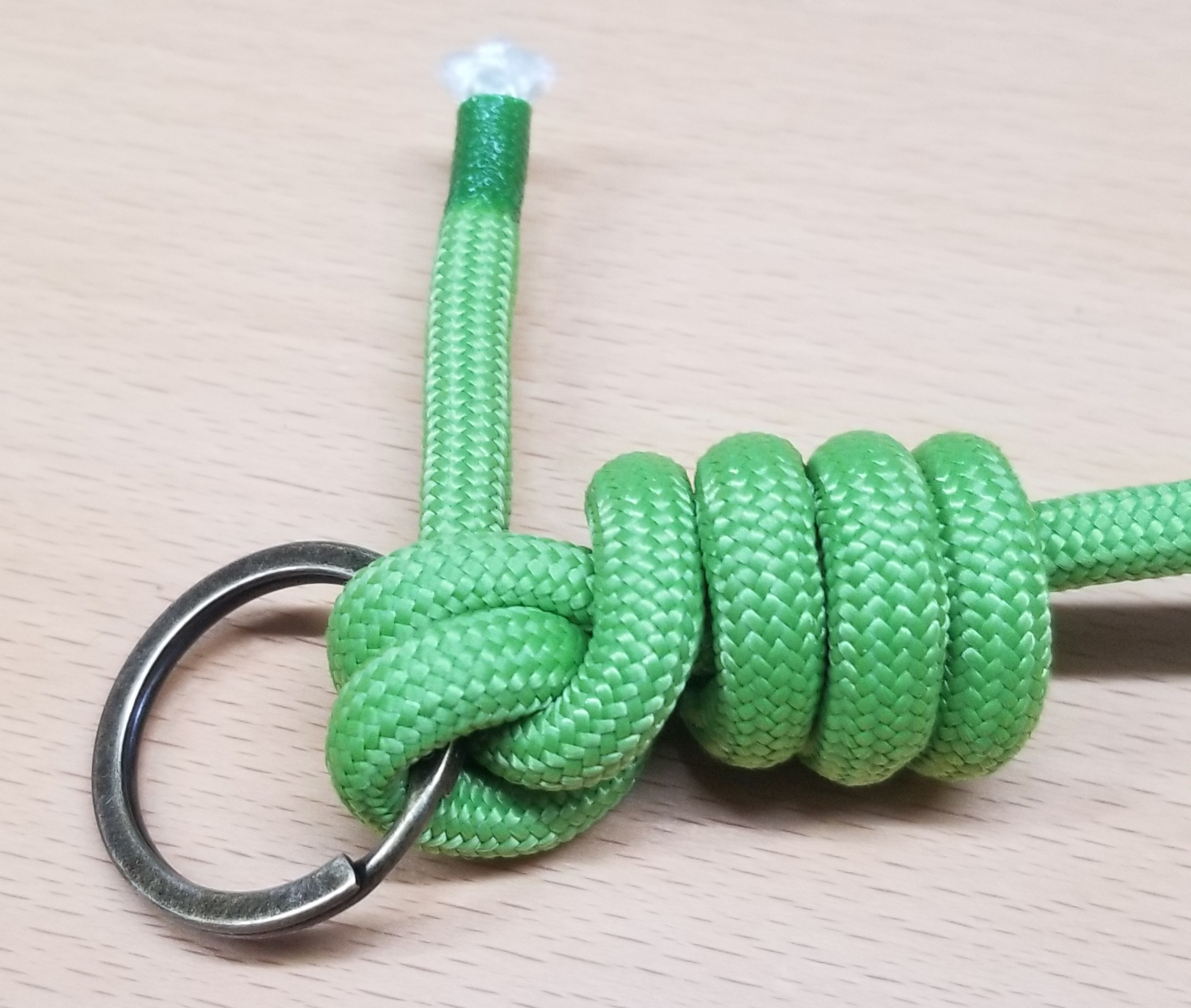
Der Trilene Knoten ist ein Roringstek mit zusätzlichen Windungen um die feste Part. Dieser eignet sich zum Binden einer Angelschnur (also glatten Leinen) an einen Ring
Leinen unter Zug können mit den Zwei halbe Schläge (ABoK #1710), genauer gesagt: einem Törn um eine Stange und zwei halbe Schläge um die Leine
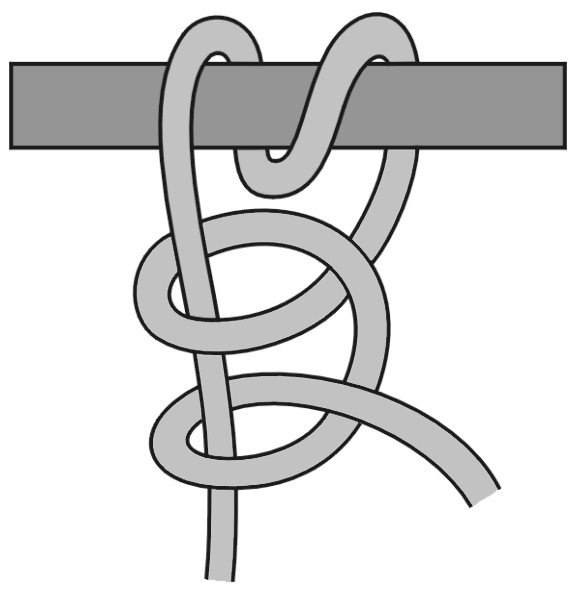
oder mit einem Rundtörn mit zwei halben Schlägen festgebunden werden.
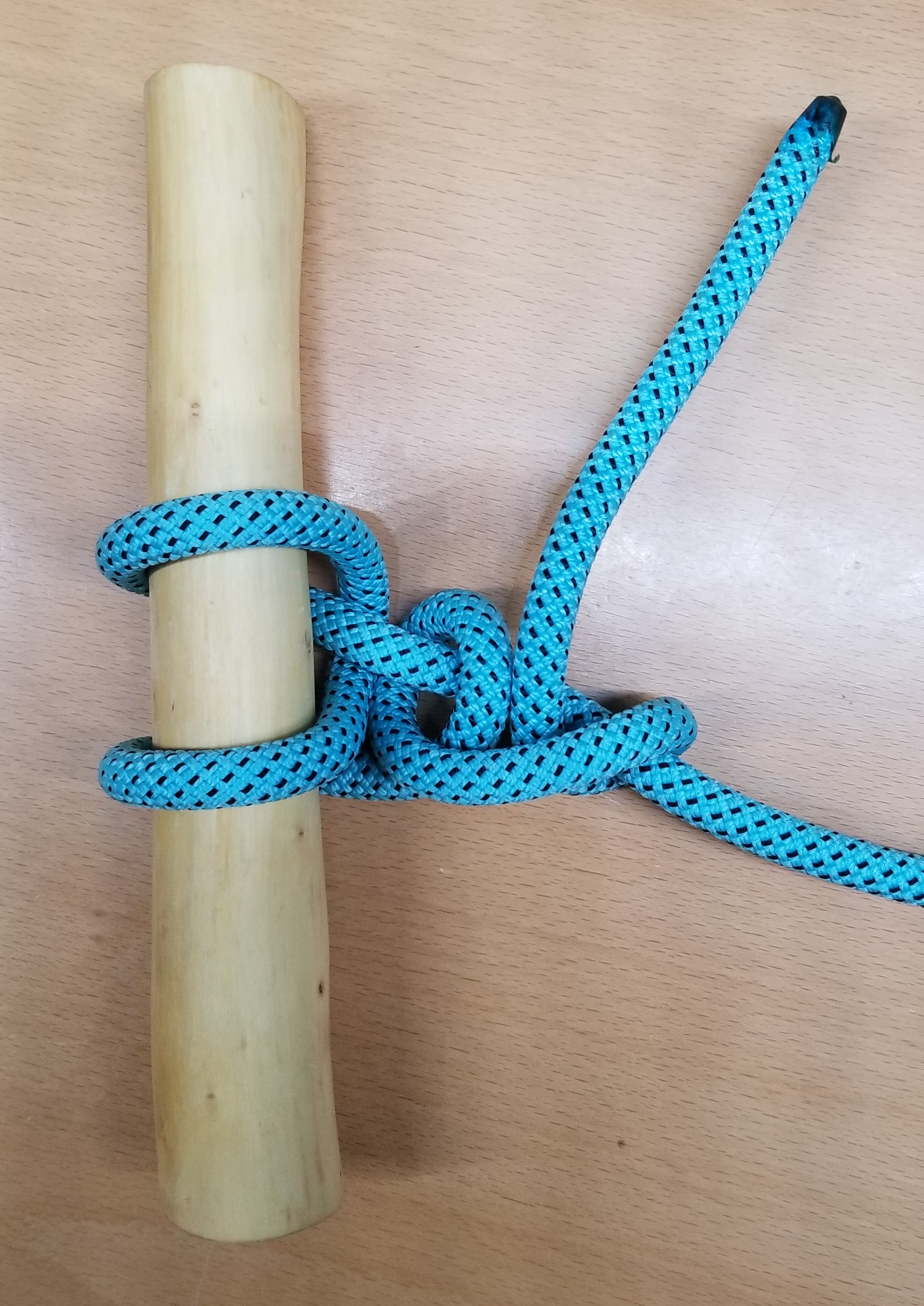
Mit dem Halbmastwurf mit zwei Halben Schlägen (engl. Backhanded hitch) lassen sich Lasten noch leichter kontrollieren.
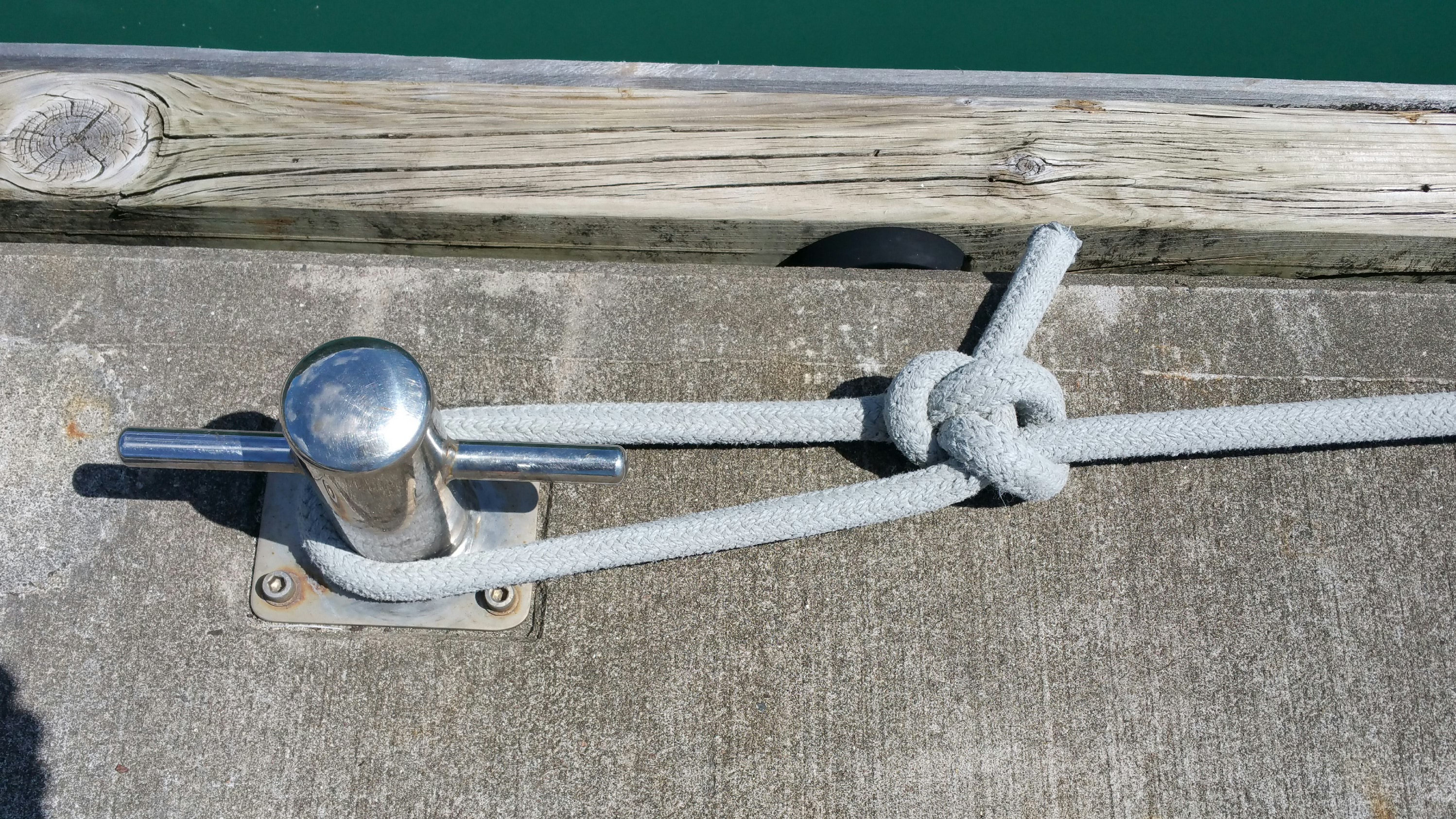
An unbeweglichen Ringen oder Gegenständen ist der Palstek geeignet.
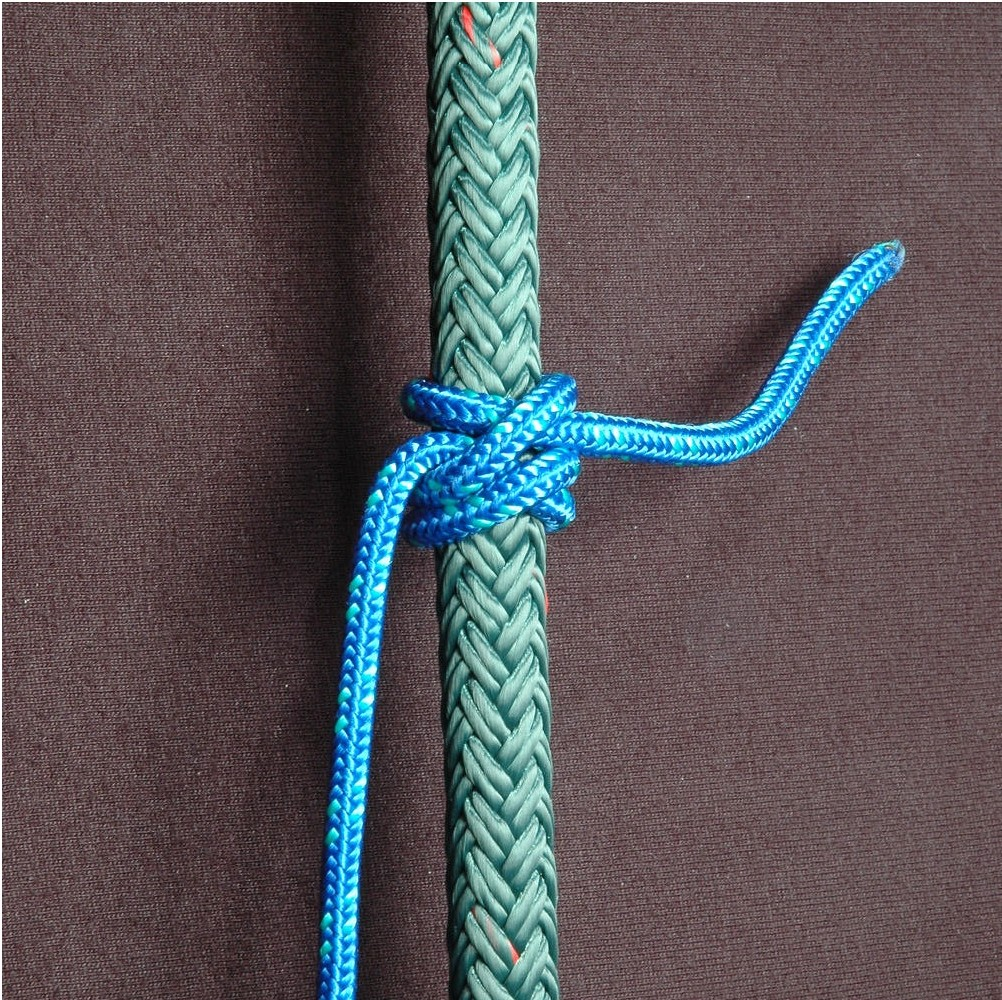
Bei seitlichem Zug ist ein Stopperstek geeignet. Hier in der Variante Ashley #1735 mit zweimaligem Überrollen über die ziehende Part gemäß der Sportbootführerscheinprüfung des DSV